# Solimar
Solimar (pronúncia local: 'soli'maɾ) és una urbanització del poble de Monnars, al municipi de Tarragona. L'any 2022 comptava amb 304 habitants, essent, per tant, substancialment més gran que el nucli original del poble, que únicament sumava 132 censats.
Se situa al sud del nucli històric de Monnars, amb el qual manté continuïtat urbana, en la suau vessant que baixa cap a la N-340 i la platja Llarga, vers la partida de la Bóta.
Tot i tractar-se d'una urbanització de construcció recent, encara hi podem veure vestigis d'una passada època de predomini rural, com ara el Mas de Dragapans o el Mas Rabassa.
Tots els carrers estan dedicats a constel·lacions. Així, trobem el carrer del Dragó i el del Pegàs. El nomenclàtor es completa amb l'avinguda del Cel, que travessa tot el nucli, i la plaça Austral. Únicament s'exceptuen d'aquesta relació els carrers de Vora Bosc i de Voramar, situats, cadascun, als extrems del nucli.